# Faro del Cabo Sim
El faro del Cabo Sim es un faro situado a 20 kilómetros al sur del puerto de Essaouira, región de Marrakech-Safí, Marruecos. Está gestionado por la autoridad portuaria y marítima del Ministère de l'équipement, du transport, de la logistique et de l'eau.

## Historia
A pesar de haberse comenzado a construir en 1917, no fue puesto en servicio hasta el 1 de febrero de 1922. La estructura está realizada en forma de torre de piedra cuadrada con linterna y galería, y que forma parte de un fuerte.